# Championnats du monde d'Ironman 2017
Navigation
Édition précédente Édition suivante
Les championnats du monde d'Ironman 2017 se déroule le 14 octobre 2017 à Kailua-Kona dans l'État d'Hawaï. Ils sont organisés par la World Triathlon Corporation.

## Résumé de course
La 41e édition de l'Ironman de Kailua-Kona à Hawaï, finale du championnat du monde s'est déroulé le 14 octobre sous de bonnes conditions météorologiques qui ont permis, une course rapide et l'établissement d'un nouveau record masculin. Comme depuis plusieurs années plus de 2 400 participants ont gagné sur une course Ironman dans le monde pour les amateurs, ou au « Kona Point Ranking » pour les professionnels leur slot pour prendre le départ de l'épreuve mythique d'Hawaï. 1 762 hommes, 688 femmes pour un âge moyen de 43 ans, en compagnie du plus vieux compétiteur de l'histoire, tenant du record d'âge et présent pour un nouveau départ, le Japonais de 84 ans Hiromu Inada, accompagné du plus jeune, le Danois de 18 ans Paul Lennart. Tous les triathlètes se sont affrontés pour le titre suprême ou pour la gloire de devenir finisher de l'Ironman originel.

### Patrick Lange: nouveau champion

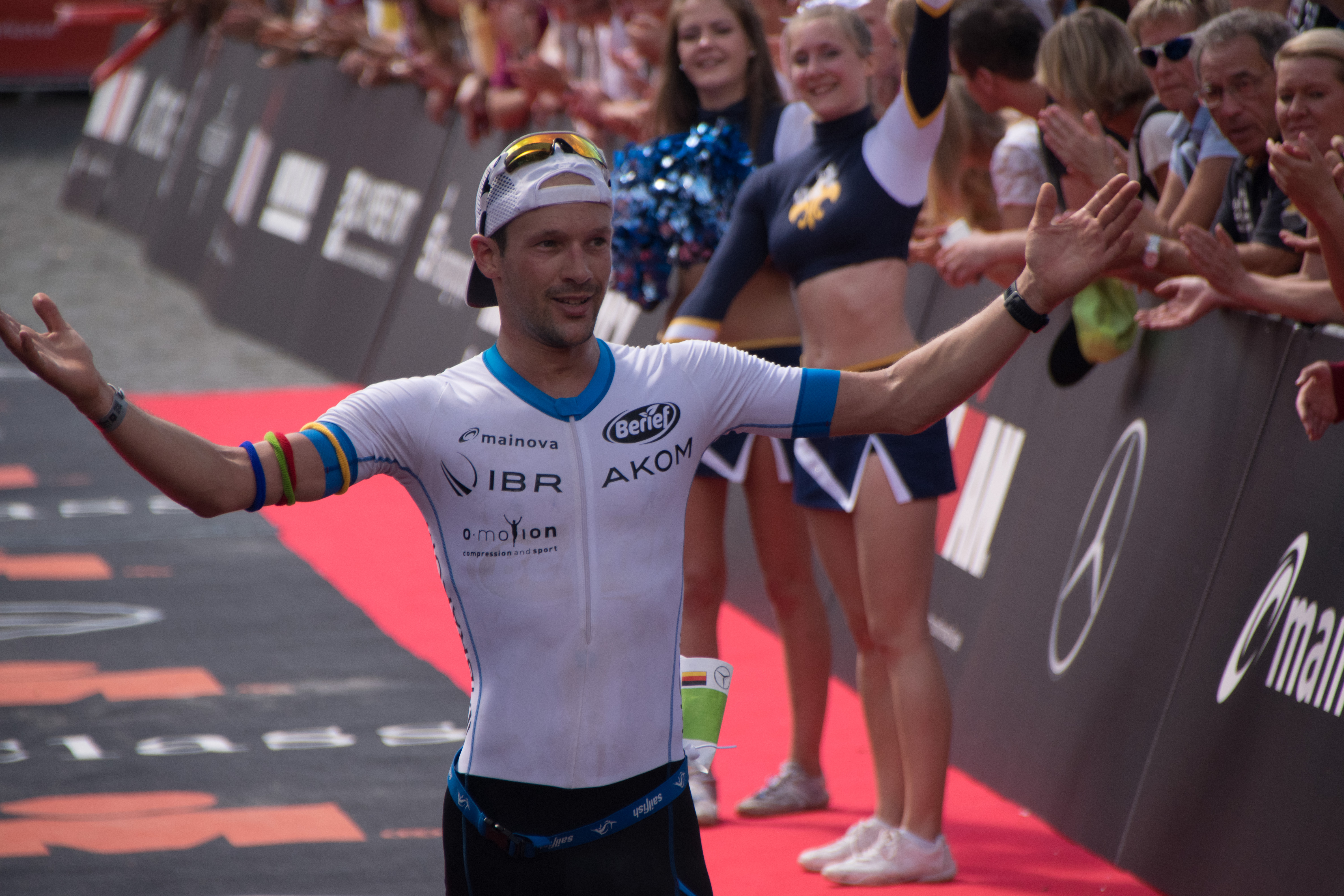
Patrick Lange Ironman 70.3 Germany 2016

Lors de l'édition 2016, l'Allemand Patrick Lange avait pris la 3e place du championnat du monde en battant le record sur le marathon, détenu jusqu'alors par une légende de l'épreuve, l'Américain Mark Allen. En 2017, il remporte le titre en 8 h 1 min 40 s et inscrit un nouveau record de l'épreuve, propriété depuis 2011 de l'Australien Craig Alexander.
Dès le départ, l'Australien Joshua Amberger prend le contrôle de la partie natation et sort de l'eau avec une minute vingt d'avance sur le tenant du titre, l'Allemand Jan Frodeno et six minutes sur le peloton des prétendants aux titres, le Canadien Lionel Sanders, les Allemands Boris Stein et Sebastian Kienle. Amberger conserve la tête jusqu'au demi tour d'Hawi où il est rejoint pas un groupe composé de Cameron Wurf, ancien cycliste professionnel, Lionel Sanders, Timothy O'Donnell et Sebastian Kienle. Au 121e kilomètre Sanders et Wulf prennent la tête de la course suivis toutefois de près par plusieurs têtes de série, comme l'Africain du Sud James Cunnama ou l'Américain Ben Hoffman. Le temps favorable permet au 10 premier de terminer les 180 kilomètres en moins de cinq heures fait assez rare dans l'histoire de l'épreuve. Dès l'entame du marathon, le tenant du titre, est pris de douleur dans le dos qui l'oblige à marcher plusieurs fois pour atténuer la douleur. Le duel semble alors s'établir entre Lionel Sanders et Sebastien Kienle. Toutefois, à la fin du semi-marathon, Patrick Lange n'affiche plus que six minutes de retard sur le duo de tête. Sans céder sur son tempo, Patrick Lange reprend au 37e le Canadien Sanders et lui subtilise la victoire au terme d'une course à pied effectuée en moins de 2 h 40. Le Britannique David McNamee prend la 3e place du podium après avoir repris l'Allemand Kienle qui finit au pied du podium après avoir consentie de trop grands efforts sur la partie vélo. Patrick Lange est le 6e triathlète allemand à remporter le titre mondial.

### Daniela Ryf:3etitre

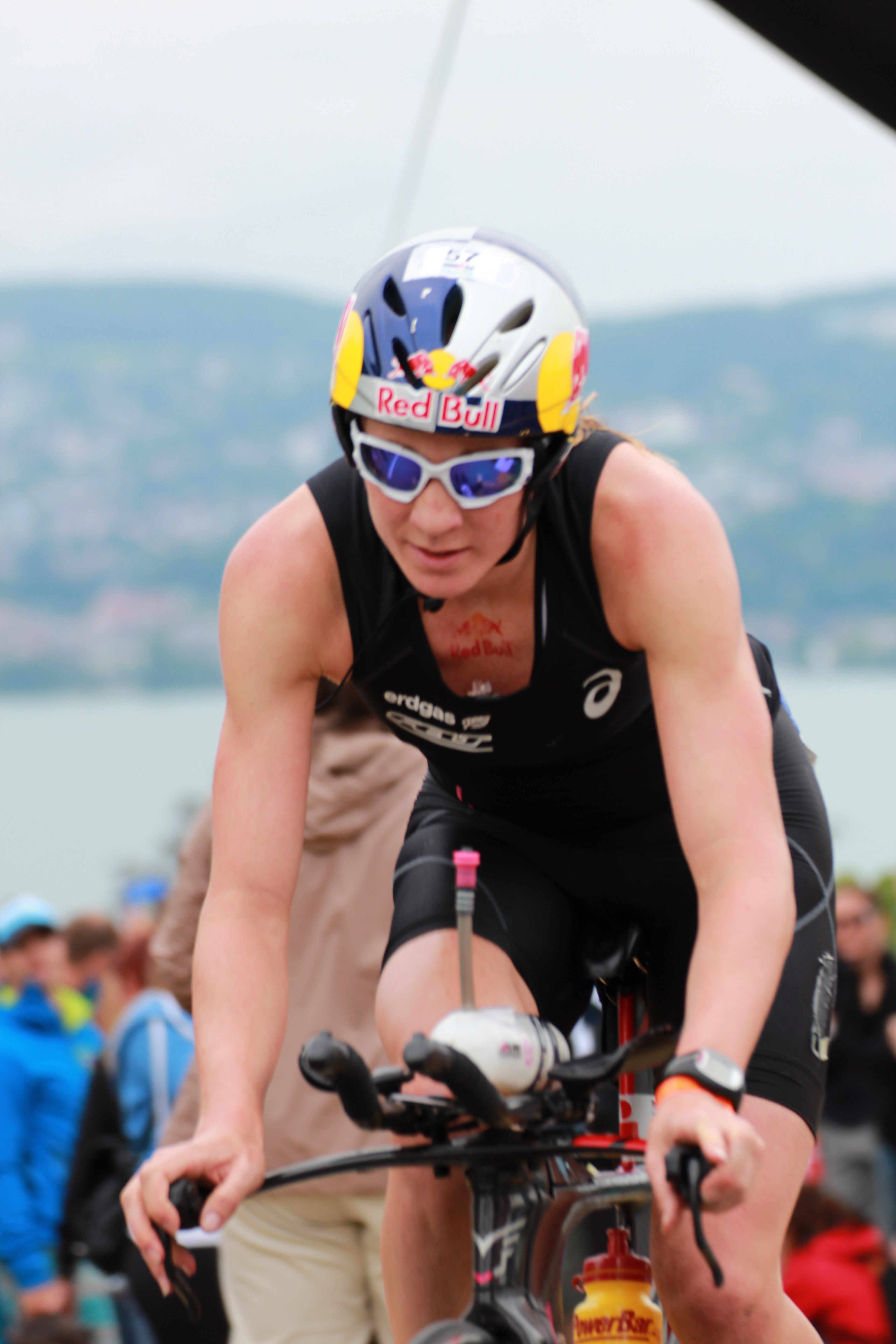
Daniela Ryf a l'Ironman Switzerland 2014

La Suissesse Daniela Ryf, en remportant sa troisième couronne consécutive entre dans l'histoire de l'épreuve. Toutefois, ce trophée fut le plus dur à conquérir face à une concurrence de très au niveau. La double championne du monde à du maitriser avec calme son retard pendant la première partie de la course, pour s'imposer finalement avec plus de neuf minutes d'avance sur sa première poursuivante.
La partie natation est dominée par la Britannique Lucy Charles, ancienne championne de cette spécialité, suivit par l'Américaine Lauren Brandon. Les deux triathlètes sortent de l'eau avec près de cinq minutes d'avance sur la championne en titre et entament la partie vélo selon la même configuration. Durant la première partie Daniela Ryf ne réduit pas les écarts et connait quelques difficultés dans cette première partie. Dans la seconde moitié du parcours, Daniela Ryf fournit dans les 25 derniers kilomètres, un effort intense qui caractérise son niveau de compétitivité hors norme, rattrape Lucy Charles et parvient à la seconde transition avec six minutes d'avance sur la Britannique, surprenant le public qui s'attendait l'arrivée de l'Anglaise. Daniela Ryf, parcours le marathon en trois heure et n'est plus inquiétée jusqu'à la victoire. Lucy Charles prend la seconde place, performance remarquable pour sa première participation en professionnelle à la compétition. Le podium est complété par l'Australienne Sarah Crowley.

## Résultats du championnat du monde
« Top 10 » de l'édition 2017.

### Hommes
| Pos.               | Temps           | Nom              | Pays             | Détail temps | Détail temps | Détail temps    | Détail temps | Détail temps    |
| Pos.               | Temps           | Nom              | Pays             | Natation     | T1           | Cyclisme        | T2           | Course à pied   |
| ------------------ | --------------- | ---------------- | ---------------- | ------------ | ------------ | --------------- | ------------ | --------------- |
| Médaille d'or      | 8 h 01 min 40 s | Patrick Lange    | Allemagne        | 48 min 45 s  | 1 min 50 s   | 4 h 28 min 52 s | 2 min 14 s   | 2 h 39 min 59 s |
| Médaille d'argent  | 8 h 04 min 07 s | Lionel Sanders   | Canada           | 53 min 41 s  | 1 min 59 s   | 4 h 14 min 18 s | 2 min 15 s   | 2 h 51 min 53 s |
| Médaille de bronze | 8 h 07 min 11 s | David McNamee    | Royaume-Uni      | 48 min 40 s  | 2 min 04 s   | 4 h 28 min 54 s | 2 min 03 s   | 2 h 45 min 30 s |
| 4                  | 8 h 09 min 59 s | Sebastian Kienle | Allemagne        | 53 min 44 s  | 1 min 59 s   | 4 h 14 min 56 s | 2 min 09 s   | 2 h 57 min 11 s |
| 5                  | 8 h 11 min 24 s | James Cunnama    | Afrique du Sud   | 49 min 09 s  | 2 min 12 s   | 4 h 21 min 01 s | 2 min 16 s   | 2 h 56 min 46 s |
| 6                  | 8 h 13 min 06 s | Terenzo Bozzone  | Nouvelle-Zélande | 48 min 41 s  | 1 min 59 s   | 4 h 26 min 19 s | 2 min 20 s   | 2 h 53 min 47 s |
| 7                  | 8 h 14 min 43 s | Andy Potts       | États-Unis       | 49 min 01 s  | 2 min 05 s   | 4 h 31 min 01 s | 2 min 10 s   | 2 h 50 min 26 s |
| 8                  | 8 h 18 min 21 s | Patrik Nilsson   | Suède            | 48 min 34 s  | 1 min 58 s   | 4 h 29 min 01 s | 2 min 57 s   | 2 h 55 min 51 s |
| 9                  | 8 h 19 min 26 s | Ben Hoffman      | États-Unis       | 48 min 52 s  | 1 min 58 s   | 4 h 21 min 59 s | 2 min 21 s   | 3 h 04 min 16 s |
| 10                 | 8 h 22 min 24 s | Boris Stein      | Allemagne        | 53 min 48 s  | 1 min 44 s   | 4 h 23 min 58 s | 2 min 12 s   | 3 h 00 min 42 s |
| Source :           |                 |                  |                  |              |              |                 |              |                 |

### Femmes
| Pos.               | Temps           | Nom              | Pays        | Détail temps    | Détail temps | Détail temps    | Détail temps | Détail temps    |
| Pos.               | Temps           | Nom              | Pays        | Natation        | T1           | Cyclisme        | T2           | Course à pied   |
| ------------------ | --------------- | ---------------- | ----------- | --------------- | ------------ | --------------- | ------------ | --------------- |
| Médaille d'or      | 8 h 50 min 47 s | Daniela Ryf      | Suisse      | 53 min 10 s     | 2 min 14 s   | 4 h 53 min 10 s | 2 min 11 s   | 3 h 00 min 02 s |
| Médaille d'argent  | 8 h 59 min 38 s | Lucy Charles     | Royaume-Uni | 48 min 48 s     | 2 min 07 s   | 4 h 58 min 18 s | 2 min 16 s   | 3 h 08 min 09 s |
| Médaille de bronze | 9 h 01 min 18 s | Sarah Crowley    | Australie   | 53 min 07 s     | 2 min 10 s   | 4 h 57 min 51 s | 2 min 54 s   | 3 h 05 min 36 s |
| 4                  | 9 h 02 min 29 s | Heather Jackson  | États-Unis  | 57 min 58 s     | 2 min 11 s   | 4 h 53 min 54 s | 2 min 07 s   | 3 h 06 min 19 s |
| 5                  | 9 h 04 min 40 s | Kaisa Sali       | Finlande    | 57 min 53 s     | 2 min 18 s   | 4 h 59 min 50 s | 3 min 06 s   | 3 h 01 min 33 s |
| 6                  | 9 h 16 min 00 s | Susie Cheetham   | Royaume-Uni | 57 min 54 s     | 2 min 04 s   | 5 h 03 min 27 s | 3 min 10 s   | 3 h 09 min 25 s |
| 7                  | 9 h 19 min 49 s | Carrie Lester    | Australie   | 57 min 51 s     | 2 min 23 s   | 5 h 00 min 30 s | 2 min 30 s   | 3 h 16 min 35 s |
| 8                  | 9 h 20 min 31 s | Elizabeth Lyles  | États-Unis  | 1 h 00 min 08 s | 2 min 16 s   | 5 h 04 min 09 s | 2 min 37 s   | 3 h 11 min 21 s |
| 9                  | 9 h 20 min 58 s | Annabel Luxford  | Australie   | 53 min 02 s     | 2 min 13 s   | 4 h 59 min 14 s | 2 min 23 s   | 3 h 24 min 06 s |
| 10                 | 9 h 21 min 08 s | Jocelyn McCauley | États-Unis  | 54 min 31 s     | 2 min 23 s   | 5 h 04 min 33 s | 3 min 00 s   | 3 h 16 min 41 s |
| Source :           |                 |                  |             |                 |              |                 |              |                 |